# إرلانج
إرلانج (بالإنجليزية: Erlang)‏ هي لغة برمجة من شركة إريكسون. ظهرت في العام 1986 و هي لغة وظيفية إلى حد كبير.
صممت اللغة لتتيح إمكانية تعديل بيانات البرنامج دون الحاجة إلى إعادة تشغيل الخادم حيث يمكن وبسهولة إجراء أعمال صيانة أو معالجة أخطاء أثناء تشغيل الخادم. وكما أن اللغة تمكّن المطور من تقسيم العمل على عدة أجزاء أو ما يعرف بـ حاسوب متعدد المهام حيث توفر اللغة هذه الإمكانية والتي يمكن الاستفادة منها بشكل كبير في المعالجات متعددة النواة.
مثال لبرنامج يستعرض عاملي n
```
-
module
(
fact
).

-
export
([
fac
/
1
]).

%input: N

%output: Factorial of integer N

fac
(
1
)
 
->

	
1
;

fac
(
N
)
 
->

	
N
 
*
 
fac
(
N
 
-
 
1
).

```

## وصلات خارجية
- الموقع الرسمي
- إرلانغ على موقع Open Hub (الإنجليزية)